# Wyższa Inżynierska Szkoła Bezpieczeństwa i Organizacji Pracy w Radomiu
Wyższa Inżynierska Szkoła Bezpieczeństwa i Organizacji Pracy w Radomiu – niepubliczna uczelnia typu zawodowego działająca w Radomiu.

## Historia
Uczelnia została powołana na podstawie decyzji Ministra Edukacji Narodowej i Sportu z dnia 9 maja 2002 r., zezwalającej na utworzenie uczelni i prowadzenie przez nią wyższych studiów zawodowych w specjalności bezpieczeństwo i higiena pracy. 15 lipca 2002 r. kolejną decyzją MENiS uczelnia została wpisana do rejestru uczelni niepublicznych (pod numerem 102; obecnie numer 243) i uzyskała osobowość prawną. Założycielem uczelni jest Instytut Inicjatyw Edukacyjnych Sp. z o.o.

## Wydziały, kierunki studiów i specjalności

### Wydział Budownictwa i Bezpieczeństwa Pracy
- bezpieczeństwo i higiena pracy (studia I stopnia, inżynierskie):
  - profilaktyka wypadkowa
  - materialne środowisko pracy
  - zarządzanie bezpieczeństwem pracy

- budownictwo (studia I stopnia, inżynierskie):
  - specjalność inżynieryjna drogowa
  - specjalność konstrukcyjno-budowlana